# Uncertain, Texas
Uncertain là một thành phố thuộc quận Harrison, tiểu bang Texas, Hoa Kỳ. Năm 2010, dân số của xã này là 94 người.